# Federico Mauricio Ramos
Federico Mauricio Ramos (1846-1904) fue un pintor español activo en Murcia.

## Biografía

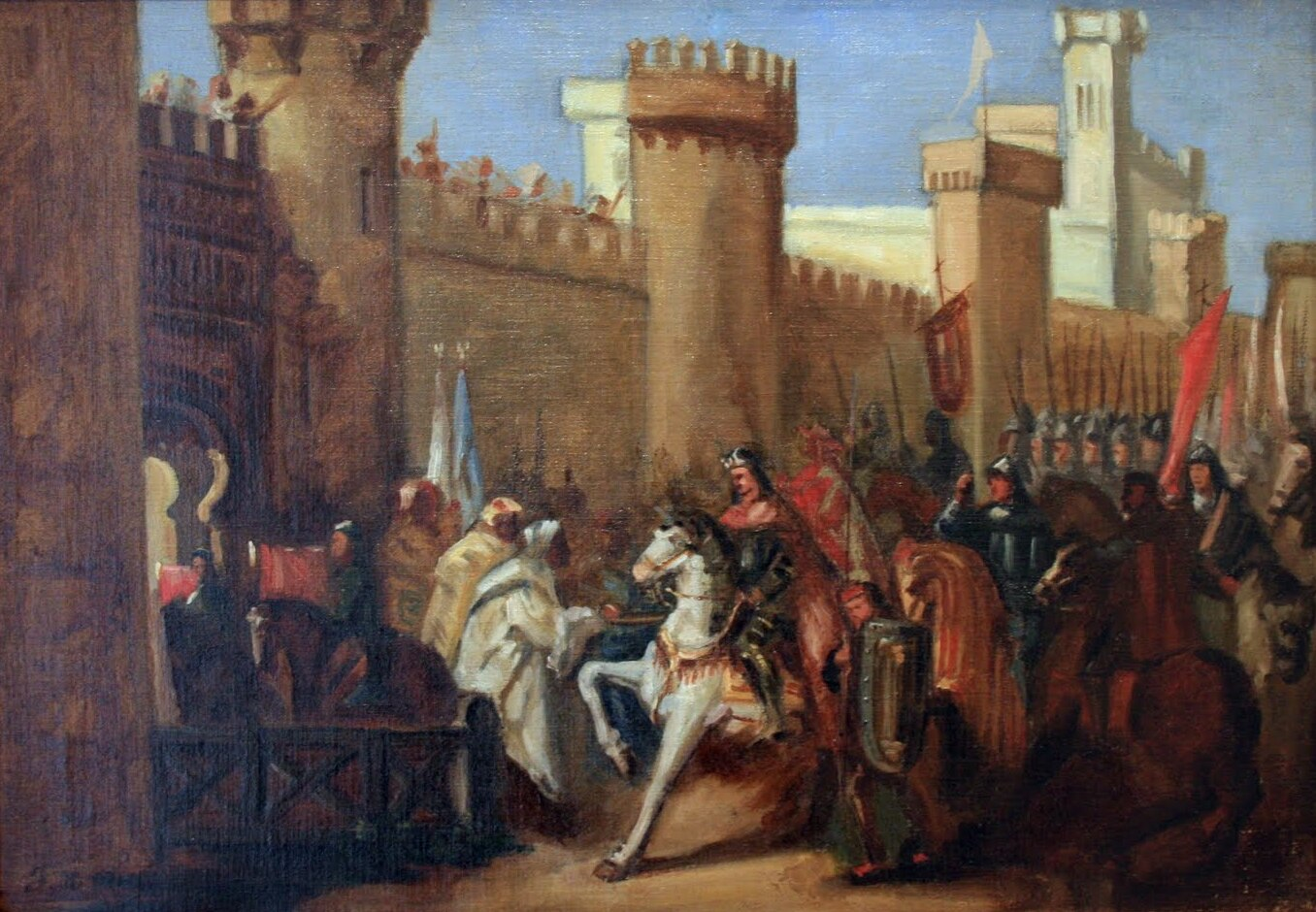
Entrada de Jaime I en Murcia

Nacido en 1846, se dedicó a la pintura de historia. Hallándose en 1870 estudiando en Madrid, los periódicos dieron noticia de un cuadro suyo titulado El último artillero. En los Juegos florales de Murcia en 1874 obtuvo el segundo premio por su boceto Entrada de D. Alfonso el Sabio en Murcia; en los de 1877 ganó el primer premio con un boceto histórico que representaba la Entrada de D. Jaime el Conquistador en Murcia. Escogido por la Academia de San Fernando, en concurso, su proyecto de techo para el teatro de Romea, le fue encomendada la ejecución de esta obra, que llevó a cabo con ayuda de Herencia en la parte de adorno. De su pincel también fueron los tres grandes lienzos abocetados que adornan el antiguo salón de baile del Gastro en Murcia, representando escenas del Carnaval. Falleció en 1904 y fue enterrado en el cementerio de Librilla.